# باربرا ميتشيل
باربرا ميتشيل (بالإنجليزية: Barbara Mitchell)‏ هي ممثلة بريطانية، ولدت في 1929، وتوفيت في 9 ديسمبر 1977 بسبب سرطان الثدي.

## وصلات خارجية
- باربرا ميتشيل على موقع IMDb (الإنجليزية)
- باربرا ميتشيل على موقع ميوزك برينز (الإنجليزية)
- باربرا ميتشيل على موقع قاعدة بيانات الفيلم (الإنجليزية)